# Scott Carpenter
Vous lisez un « bon article » labellisé en 2020.  Il fait partie d'un « bon thème » labellisé en 2023.
Pour les articles homonymes, voir Carpenter.
Malcolm Scott Carpenter, né le 1er mai 1925 à Boulder dans le Colorado et mort le 10 octobre 2013 à Denver dans le même État, est un officier de marine et un aviateur américain, pilote d'essai, ingénieur aéronautique, astronaute et aquanaute. Il est l'un des sept astronautes sélectionnés pour le projet Mercury de la National Aeronautics and Space Administration (NASA) en avril 1959. Carpenter est le deuxième Américain (après John Glenn) à tourner en orbite autour de la Terre et le quatrième Américain dans l'espace, après Alan Shepard, Virgil Grissom et Glenn.
Entré dans la marine américaine en 1949, Carpenter devient aviateur naval, pilotant un Lockheed P-2 Neptune avec l'escadron de patrouille 6 (VP-6) pour des missions de reconnaissance et de lutte anti-sous-marine le long des côtes de l'Union soviétique et de la Chine pendant la guerre de Corée et la guerre froide. En 1954, il suit les cours de l'école navale américaine de pilotes d'essai à la base aéronavale de Patuxent River, dans le Maryland, et devient pilote d'essai. En 1958, il est nommé officier de renseignement aérien du USS Hornet, qui se trouve alors en cale sèche au chantier naval de Bremerton.
L'année suivante, Carpenter est sélectionné comme l'un des sept astronautes de Mercury. Il est le remplaçant de Glenn lors de la mission orbitale Mercury-Atlas 6 de ce dernier. Carpenter effectue la mission suivante, Mercury-Atlas 7, dans le vaisseau spatial qu'il a nommé Aurora 7. En raison d'une série de dysfonctionnements, le vaisseau spatial se pose à 400 kilomètres de son point de chute prévu ; le pilote et le vaisseau spatial sont récupérés.
Carpenter obtient de la NASA l'autorisation de prendre un congé pour rejoindre le programme SEALAB de la marine américaine en tant qu'océanaute. Au cours de son entraînement, il subit des blessures qui le rendent indisponible pour d'autres vols spatiaux. En 1965, il passe 28 jours à vivre au fond de l'océan au large des côtes de Californie dans le cadre de SEALAB II. Il retourne à la NASA en tant qu'assistant exécutif du directeur du Manned Spacecraft Center, puis rejoint le projet de systèmes de submersion profonde de la marine en 1967 en tant que directeur des opérations des aquanautes pour SEALAB III. Il prend sa retraite de la NASA en 1967 et de la marine en 1969.

## Biographie

### Jeunesse et études
Malcolm Scott Carpenter naît le 1er mai 1925 à Boulder, dans le Colorado, fils de Marion Scott Carpenter (1901-1973), chercheur en chimie, et de Florence Kelso (née Noxon), surnommée « Toye » (1900-1962),. Peu après sa naissance, Carpenter déménage avec ses parents à New York, où son père a obtenu un poste de chercheur postdoctoral à l'université de Columbia.
Au cours de l'été 1927, la mère de Carpenter, atteinte de tuberculose, retourne à Boulder avec lui car on pense alors que l'air de la montagne peut aider à la guérison. Son état se détériorant, elle entre au sanatorium de Mesa Vista en 1930. Elle se rétablit suffisamment pour devenir bibliothécaire médicale en chef à l'hôpital communautaire de Boulder en 1945. Scott voit rarement son père, qui est resté à New York. Celui-ci a du mal à trouver du travail pendant la Grande Dépression, mais il finit par obtenir un bon poste dans l'entreprise Givaudan. Les parents de Scott divorcent en 1945, puis son père se remarie.
Carpenter vit avec ses grands-parents maternels dans la maison familiale à l'angle de l'Aurora Avenue et de la Septième Rue ; contrairement à ce qui a pu être écrit plus tard, le nom de son futur vaisseau spatial Aurora 7 n'a rien à voir avec le nom d'Aurora Avenue,. Il est connu dans son enfance sous le surnom de Bud ou Buddy. Carpenter est très admiratif de son grand-père maternel, Victor Noxon, qui est propriétaire d'un journal de Boulder.
Après l'école élémentaire University Hill de Boulder, il intègre le lycée de Boulder où il apprend la clarinette, rejoint l'équipe de cheerleading ainsi que le comité de rédaction du journal de l'école. Il est également scout et obtient le grade de deuxième classe,. Il prend goût à la vie en plein air et il rêve de pouvoir voler. La mort de son grand-père alors qu'il n'a que treize ans engendre chez lui une attitude de rébellion. Malgré son adolescence turbulente — il avoue plus tard avoir commis des vols à l'étalage et qu'il risquait même de devenir délinquant —, il obtient des résultats remarquables dans le domaine sportif : il préside le club de ski du lycée et se distingue en gymnastique .

### Aviateur naval et pilote d'essai (1949-1959)
Comme beaucoup de gens à Boulder, Carpenter est profondément affecté par l'attaque japonaise sur Pearl Harbor, qui entraîne les États-Unis dans la Seconde Guerre mondiale, et il décide de devenir aviateur naval,. Le 12 février 1943, il s'inscrit au recrutement de la marine américaine à la base aérienne de Lowry Field, près de Denver. Il se rend ensuite au quartier général du 12e district naval à San Francisco, où il est accepté dans le programme de formation des cadets de l'aviation V-5 de la marine,.
La Marine recrute beaucoup d'aviateurs potentiels à cette époque, donc pour retenir les jeunes hommes comme Carpenter, le programme de formation V-12 Navy College est créé, les cadets vont à l'université jusqu'à ce que leur service soit requis. Lorsque Carpenter termine le lycée, il devient cadet de l'aviation V-12A au Colorado College de Colorado Springs, au Colorado. Il y passe trois semestres, suivis de six mois de formation de préparation au vol au Saint Mary's College of California à Moraga, en Californie, et d'une formation de vol primaire à Ottumwa, en Iowa, sur un Stearman N2S, pendant quatre mois,. La Seconde Guerre mondiale se termine avant qu'il ne finisse son entraînement, si bien que la marine le libère du service actif en septembre 1945,.
Après avoir rendu visite à son père et à sa belle-mère à New York, Carpenter retourne à Boulder en novembre 1945 pour étudier l'ingénierie aéronautique à l'université du Colorado à Boulder. Grâce à ses études au sein des forces armées, il obtient un crédit de cours et y entre en tant que junior (troisième année). C'est à cette époque qu'il rejoint la Fraternité internationale Delta Tau Delta. Il est gravement blessé dans un accident de voiture le 14 septembre 1946, après s'être endormi au volant de sa Ford 1934. La voiture tombe d'une falaise et fait des tonneaux,. À la fin de sa dernière année universitaire, il manque son examen final en transfert de chaleur ; un pont délabré l'empêche de se rendre en classe,. Il lui manque donc un diplôme. Le 29 mai 1962, après son vol sur le Mercury, l'université lui accorde sa licence en sciences parce que « sa formation ultérieure d'astronaute a plus que compensé la déficience en matière de transfert de chaleur ».
Carpenter rencontre Rene Louise Price, une étudiante de l'université du Colorado, où elle étudie l'histoire et la musique. Elle est membre de la sororité Delta Delta Delta. Ses parents se sont également séparés lorsqu'elle était jeune, et sa mère souffre elle aussi de la tuberculose. Ils se marient à l'église épiscopale de St. John's à Boulder en septembre 1948.
Le 31 octobre 1949, Carpenter est recruté par le Navy's Direct Procurement Program (DPP). Il se rend à la base aéronavale de Pensacola, en Floride, pour y suivre une formation préalable au vol. Il commence ensuite sa formation de vol primaire à la base aéronavale de Whiting Field, apprenant à voler dans un appareil d'entraînement SNJ. Il se rend ensuite à la station aéronavale Corpus Christi pour une formation avancée. La plupart des aviateurs navals nouvellement formés - y compris Carpenter - apprennent à piloter des chasseurs à réaction, mais compte tenu de ses responsabilités de mari et de père, il choisit l'option moins dangereuse de piloter des avions de patrouille multimoteurs, et sa formation avancée se fait sur le Consolidated PB4Y-2 Privateer, une version à queue unique du Consolidated B-24 Liberator. Rene lui épingle ses ailes d'aviateur le 19 avril 1951,.
Après trois mois à l'école d'électronique de la flotte aéroportée de San Diego, en Californie,, Carpenter est affecté à une unité d'entraînement transitoire Lockheed P-2 Neptune à Whidbey Island, dans l'État de Washington, puis à l'escadron de patrouille 6 (VP-6), à la base aéronavale de Barbers Point, à Hawaï, en novembre 1951. Lors de son premier déploiement, Carpenter effectue des missions de reconnaissance et de lutte anti-sous-marine depuis la base aéronavale d'Atsugi au Japon, pendant la guerre de Corée,. Lors de son deuxième déploiement, à la base aéronavale d'Adak, en Alaska, il effectue des missions de surveillance le long des côtes soviétiques et chinoises,. Pour son troisième et dernier déploiement, il est basé à Guam, effectuant des missions au large des côtes chinoises. Il est désigné comme commandant d'avion de patrouille, le seul dans le VP-6 ayant le grade de lieutenant (grade junior) — tous les autres ayant un grade supérieur,.
Impressionné par ses performances, le commandant du VP-6, le commandant Guy Howard, recommande la nomination de Carpenter à l'école de pilotes d'essai de la marine américaine. Carpenter fait partie de la classe 13, à la BAN de Patuxent River, au Maryland, en 1954. Il pilote des avions tels que l'AD Skyraider et le Martin P4M Mercator. Pour la première fois, il pilote des avions à réaction, dont le F9F Panther, le F11F Tiger et l'A3D Skywarrior,. Il reste à Patuxent River jusqu'en 1957, il y travaille comme pilote d'essai dans la division des essais électroniques,.
Carpenter fréquente la Navy Line School à Monterey, en Californie en 1957,, puis la Naval Air Intelligence School à la NAS Anacostia à Washington D.C.,. En 1958, il est nommé officier de renseignement aérien de l'USS Hornet, qui est en cale sèche au chantier naval de Bremerton,.

### NASA (1959-1967)

#### Mercury Seven

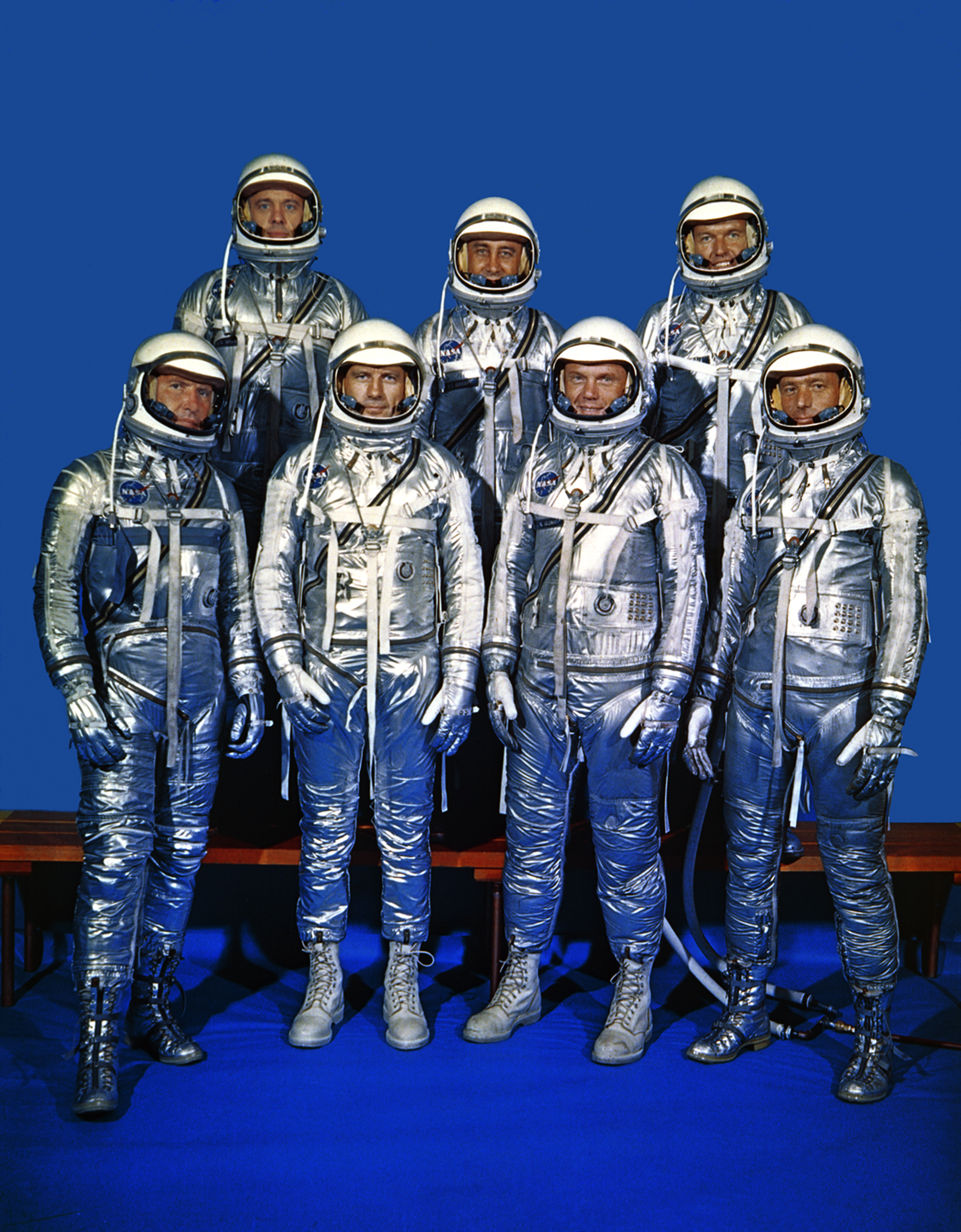
Les astronautes de Mercury 7. Au premier rang, de gauche à droite, Walter Schirra, Deke Slayton, John Glenn et Carpenter ; au second rang, Alan Shepard, Virgil Grissom et Gordon Cooper.

Le 4 octobre 1957, l'Union soviétique lance Spoutnik 1, le premier satellite artificiel. Ce lancement ébranle la confiance des Américains dans leur supériorité technologique, créant une vague d'anxiété connue sous le nom de crise du Spoutnik. Parmi les réactions, le président Dwight D. Eisenhower lance la course à l'espace. La National Aeronautics and Space Administration (NASA) est créée le 1er octobre 1958 en tant qu'agence civile chargée de développer la technologie spatiale. L'une de ses premières initiatives est le projet Mercury, qui vise à lancer un homme en orbite terrestre, à évaluer ses capacités dans l'espace et à le ramener sur Terre en toute sécurité.
Les premiers astronautes sont recrutés parmi les pilotes d'essai militaires. Les états de service de 508 diplômés des écoles de pilotes d'essai sont obtenus auprès du département de la défense des États-Unis. 110 répondent aux normes minimales : les candidats doivent avoir moins de 40 ans, être titulaires d'une licence ou d'un diplôme équivalent et mesurer 1,80 m ou moins. Bien que ces critères ne soient pas tous strictement appliqués, la taille requise est ferme, en raison des proportions du vaisseau spatial du projet Mercury. Le Direct Procurement Program (DPP) étant réservé aux personnes titulaires d'une licence, on a donc supposé que Carpenter en avait une.
Le nombre de candidats est alors réduit à 32, ce qui semble un nombre plus que suffisant pour sélectionner 12 astronautes. Le degré d'intérêt manifesté indique également que le nombre d'abandons en cours de formation va être beaucoup moins élevé que prévu, ce qui a pour conséquence de former des astronautes qui ne sont pas tenus de participer aux missions du projet Mercury. Il est donc décidé de réduire de moitié le nombre d'astronautes.

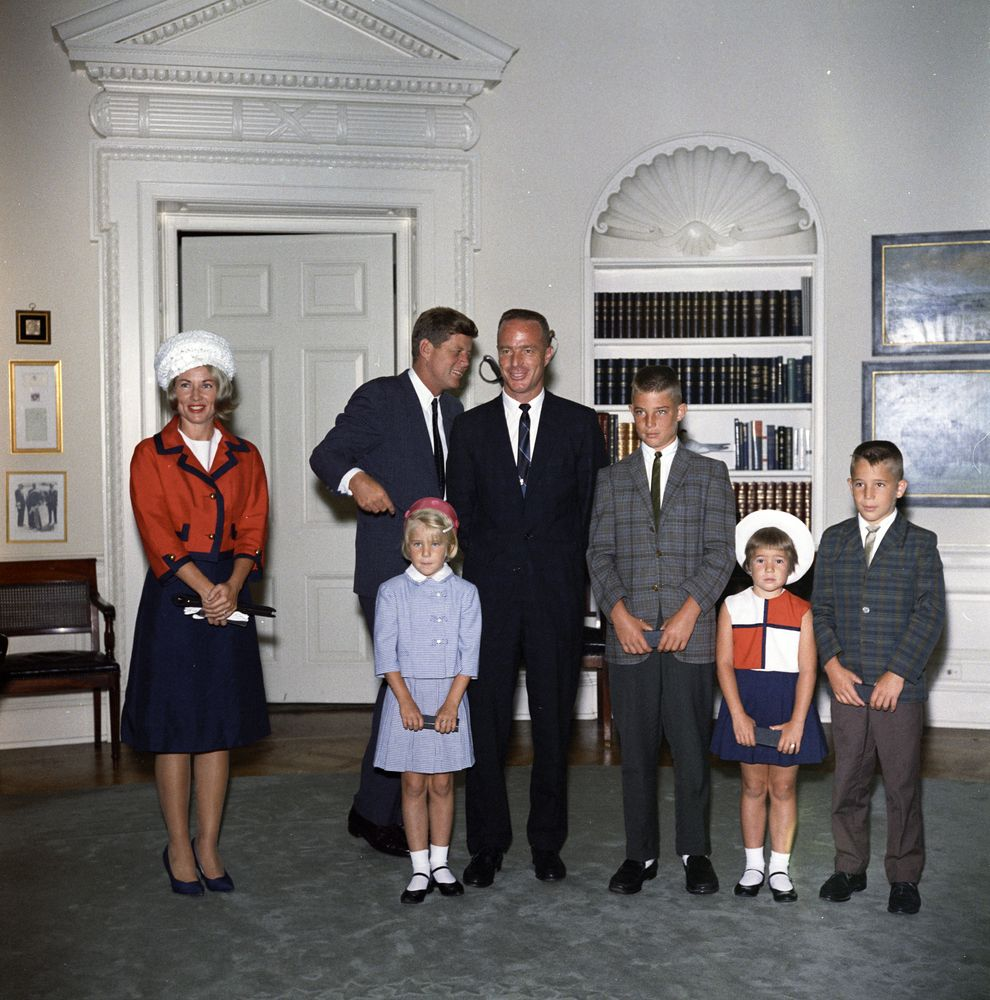
Carpenter et sa famille visitent la Maison Blanche. De gauche à droite : Rene, le président John F. Kennedy, Kristen, Carpenter, Scott, Candace et Jay.

Ensuite, une série de tests physiques et psychologiques épuisants sont effectués à la Lovelace Clinic et au Wright Aerospace Medical Laboratory. Carpenter est considéré comme le plus apte physiquement par ses pairs ; il a la plus faible graisse corporelle, obtient le meilleur score aux tests sur tapis roulant et à vélo, et est capable de retenir sa respiration le plus longtemps. Ceci, en dépit de fumer un paquet de cigarettes par jour depuis son engagement dans la marine en 1943 (il est fumeur jusqu'en 1985. Au moment de son incorporation, Carpenter a accumulé 2 800 heures de vol, dont seulement 300 sur les avions à réaction. Si ses capacités physiques n'avaient pas impressionné les recruteurs, son manque d'expérience sur des avions à réaction aurait pu les inciter à choisir un autre candidat.
Carpenter est informé le 3 avril 1959 qu'il est l'un des sept hommes sélectionnés. À l'époque, il est officier sur le USS Hornet et son capitaine Marshall W. White, refuse de le libérer jusqu'à ce que le chef des opérations navales, l'amiral Arleigh Burke intervienne.
L'identité des sept hommes est annoncée lors d'une conférence de presse à la Dolley Madison House à Washington, D.C., le 9 avril 1959 : Carpenter, Gordon Cooper, John Glenn, Virgil Grissom, Walter Schirra, Alan Shepard et Deke Slayton. L'ampleur du défi qui les attend est mise en évidence quelques semaines plus tard, dans la nuit du 18 mai 1959, lorsque les sept astronautes se réunissent au cap Canaveral pour assister au lancement de leur première fusée, une SM-65D Atlas, similaire à celle qui doit les emmener en orbite. Quelques minutes après le décollage, elle explose de façon spectaculaire, illuminant le ciel nocturne. Voyant cet événement, les astronautes sont sidérés. Mais Shepard se tourne vers Glenn et lui dit : « Eh bien, voilà un problème de réglé ! ».

#### Mercury-Atlas 7

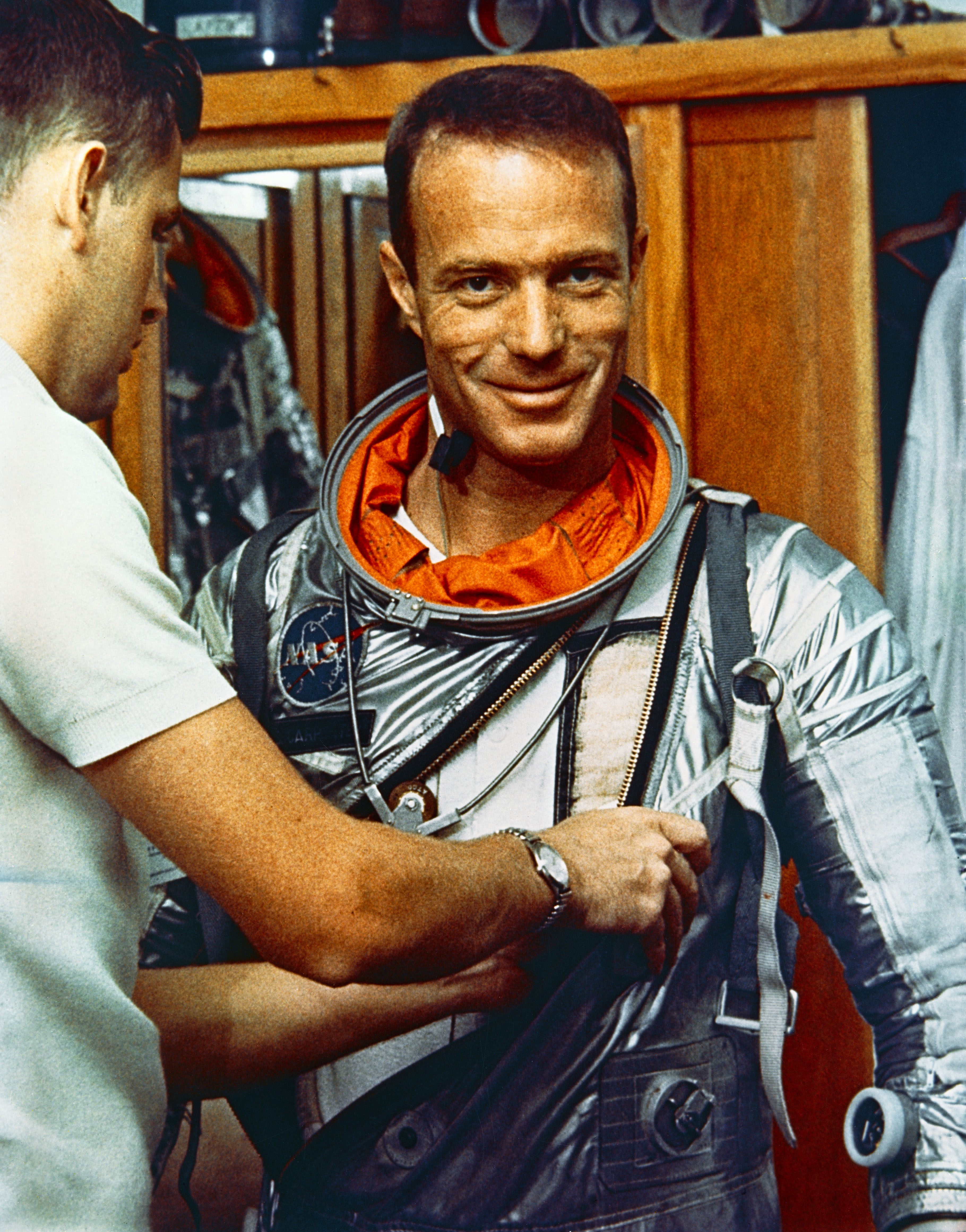
Le matin du vol du Mercury-Atlas 7, Carpenter est aidé pour enfiler sa combinaison pressurisée dans les quartiers de l'équipage du Hangar S à la base aérienne de Cape Canaveral.

Carpenter, avec les six autres astronautes de Mercury, supervise le développement du vaisseau spatial Mercury. Chacun a une spécialité ; celle de Carpenter est l'équipement de navigation de bord. Il sert de pilote de réserve sur Mercury-Atlas 6 pour Glenn, qui effectue la première mission orbitale américaine à bord de Friendship 7 en février 1962. On peut entendre Carpenter, qui est le Capsule Communicator (CAPCOM) lors de ce vol, dire « Godspeed, John Glenn » sur l'enregistrement du décollage de Glenn,.
La mission suivante est un second vol orbital habité qui doit être effectué par Slayton (dans une capsule qu'il aurait appelée Delta 7), mais il est soudainement cloué au sol par une fibrillation auriculaire,. Carpenter est désigné pour le remplacer à la place de Schirra, le remplaçant de Slayton, car Carpenter a plus de temps d'entraînement dans les simulateurs. Contrairement au vol de Glenn, Mercury-Atlas 7 est prévu comme une mission scientifique plutôt qu'une mission d'ingénierie.
Après le compte à rebours le plus serein du projet Mercury à ce jour, Carpenter s'envole dans l'espace le 24 mai 1962, sous les yeux de 40 millions de téléspectateurs. Il réalise cinq expériences à bord selon le plan de vol, et devient le premier astronaute américain à manger des aliments solides dans l'espace,. Les essais comprennent une expérience avec un ballon, une étude sur la gravité zéro, un certain nombre d'exercices photographiques, une expérience sur la visibilité des fusées éclairantes au sol, et l'observation des luisances de l'air dont l'astronaute Glenn a été témoin. La plupart des expériences sur Mercury sont proposées et parrainées par des agences extérieures au Manned Spacecraft Center. Chacun d'entre elles est soigneusement évaluée avant son approbation pour inclusion dans le plan de vol. Carpenter identifie les mystérieuses « lucioles » observées par Glenn pendant Friendship 7 comme étant des particules de liquide gelé se détachant de l'extérieur du vaisseau spatial, qu'il peut produire en frappant sur la paroi près du hublot. Il les rebaptise « mouches du gel ».
Le comportement de Carpenter dans l'espace fait l'objet de critiques et de controverses. L'histoire officielle du projet Mercury de la NASA en 1989 indique que jusqu'au troisième passage au-dessus d'Hawaï, Christopher C. Kraft Jr (qui dirige le vol depuis le cap Canaveral) considère cette mission comme la plus réussie à ce jour ; tout s'est déroulé parfaitement, à l'exception d'une certaine surconsommation de peroxyde d'hydrogène par le contrôle d'orientation de la capsule. Des problèmes surviennent ; Kraft écrit dans ses mémoires de 2001 : « Il ignorait complètement notre demande de vérification de ses instruments... J'ai fait le serment que Scott Carpenter ne volerait plus jamais dans l'espace ».

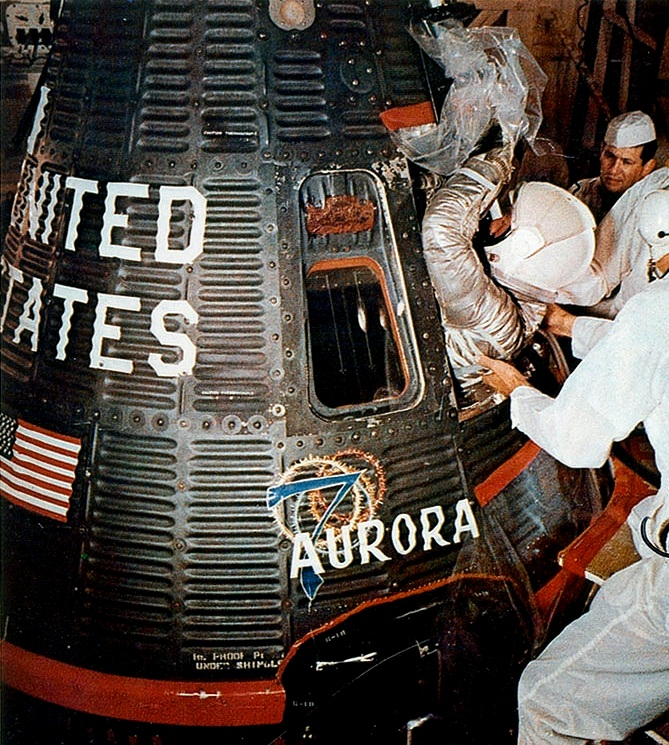
Le 24 05 1962, Carpenter reçoit de l'aide pour entrer dans son vaisseau spatial Aurora 7.

Sans que le contrôle au sol ni le pilote ne s'en aperçoive, la surconsommation de peroxyde d'hydrogène est causée par un mauvais fonctionnement intermittent du scanner d'horizon de tangage (pitch horizon scanner - PHS), qui dysfonctionne ensuite lors de la rentrée. Pourtant, la NASA rapporte par la suite que :

« [Carpenter a] exercé ses contrôles manuels avec facilité dans un certain nombre de manœuvres [requises] de l'engin spatial et a fait de nombreuses et précieuses observations dans l'intérêt de la science spatiale. ... Au moment où il dériva près d'Hawaï lors de la troisième passe, Carpenter avait réussi à maintenir plus de 40 % de son carburant dans les réservoirs automatiques et manuels. D'après les règles de la mission, cela devrait suffire pour que le peroxyde d'hydrogène, selon Kraft, puisse positionner la capsule dans l'attitude de rétro-feu, la maintenir, et ensuite retourner dans l'atmosphère en utilisant soit le système de contrôle automatique, soit le système manuel »

Lors de l'allumage des rétrofusées, le PHS fonctionne de nouveau mal, forçant Carpenter à contrôler manuellement l'orientation de l'engin spatial. Il dépasse ainsi de 400 km le point d'amerrissage prévu.

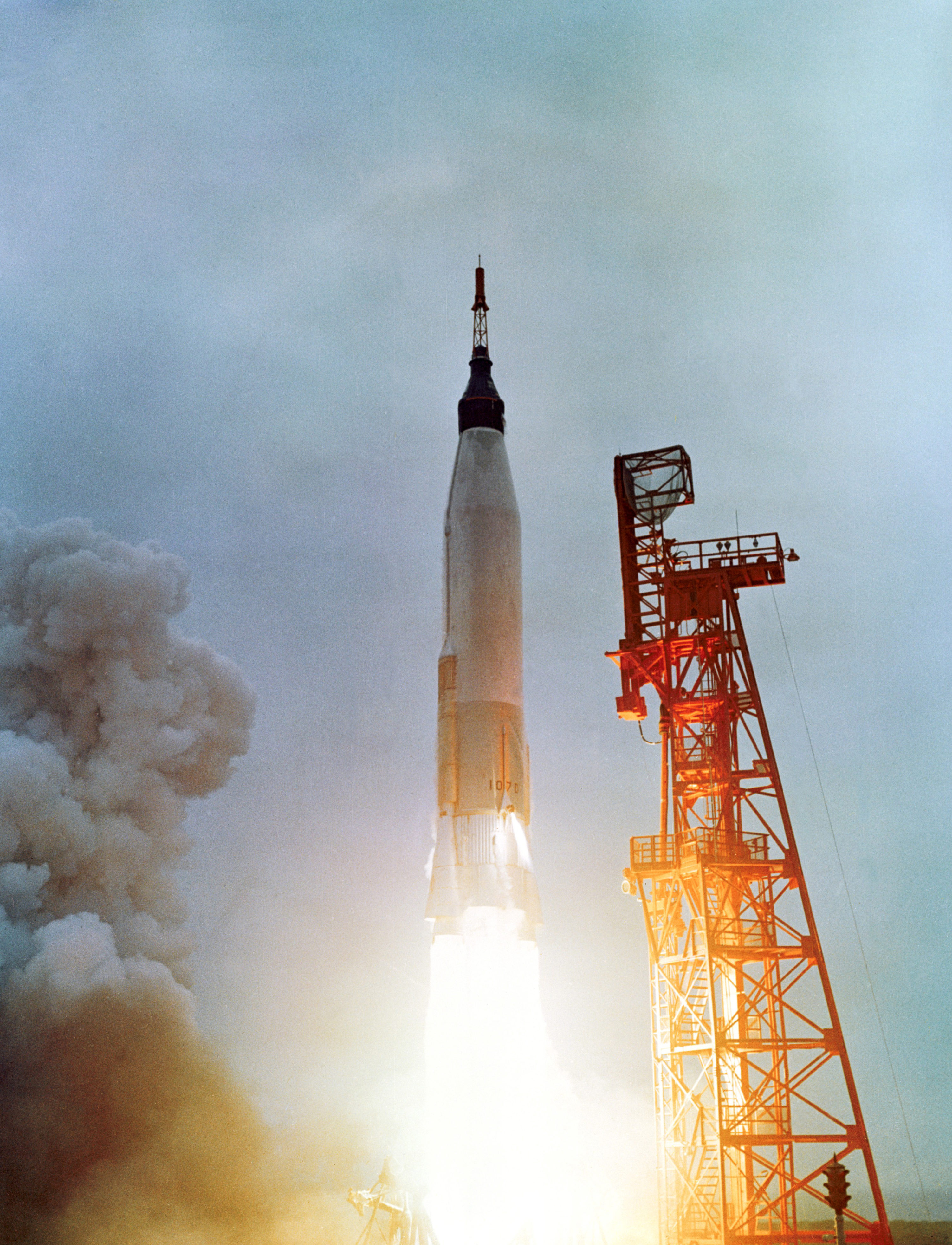
Lancement de Mercury-Atlas 7

Le dysfonctionnement du PHS fait dévier le vaisseau spatial de 25 degrès vers la droite, ce qui représente 270 km de dépassement ; le retard causé par le séquenceur automatique oblige Carpenter à lancer les rétrofusées manuellement. Il faut pour cela appuyer deux fois sur le bouton de neutralisation, ce qui représente une trentaine de kilomètres supplémentaires de dépassement. Les propulseurs ont une séquence d'allumage fixe, et cette séquence est retardée par la mise à feu manuelle de Carpenter. Cela ajoute 100 km supplémentaires, produisant un dépassement de 400 km.
Lors de la rentrée, l'opinion publique s'interroge beaucoup sur la survie de Carpenter. Lors d'une émission diffusée depuis une camionnette d'information de CBS en Floride, Walter Cronkite brosse un tableau sinistre. Pourtant, la balise de recherche et de sauvetage d'Aurora 7 (Search And Rescue And Homing - SARAH) diffuse sa position précise, et les navires de récupération, le porte-avions USS Intrepid et le destroyer USS John R. Pierce, sont en route ; la NASA ne transmet pas ces informations aux médias,. Sachant que les vaisseaux de récupération peuvent mettre du temps à arriver, conscient du danger de voir Aurora 7 sombrer, comme cela est arrivé au Liberty Bell 7 de Virgil Grissom, Carpenter se fraie un chemin au sommet du cône du vaisseau spatial, ce que Glenn, moins agile, n'a pas pu faire. Il gonfle son radeau de sauvetage, y monte et attend les secours. La mer autour de lui est balisée de teinture verte.
Environ 36 minutes après l'amerrissage, Carpenter repère deux avions. Un P2V Neptune de l'escadron de patrouille 18 (VP 18) qui vient de la base aéronavale Roosevelt Roads est le premier à apercevoir et à marquer la position de Carpenter. Il est suivi par un Piper Apache, qui tourne autour de lui et le photographie. Carpenter sait alors qu'il a été localisé. Ils sont suivis par des avions Douglas C-54 Skymaster, dont l'un parachute deux hommes-grenouilles, tandis qu'un autre largue un collier de flottaison que les hommes-grenouilles attachent à l'Aurora 7. Un SA-16 Albatros de l'armée de l'air arrive pour les récupérer : le contrôle de mission de la NASA l'interdit de peur que l'hydravion ne se brise, bien que l'équipage ne considère pas la houle comme dangereuse. Après trois heures, Carpenter est récupéré par un hélicoptère HSS-2 Sea King qui l'emmène à l'USS Intrepid tandis qu'Aurora 7 est récupéré par l'USS John R. Pierce.

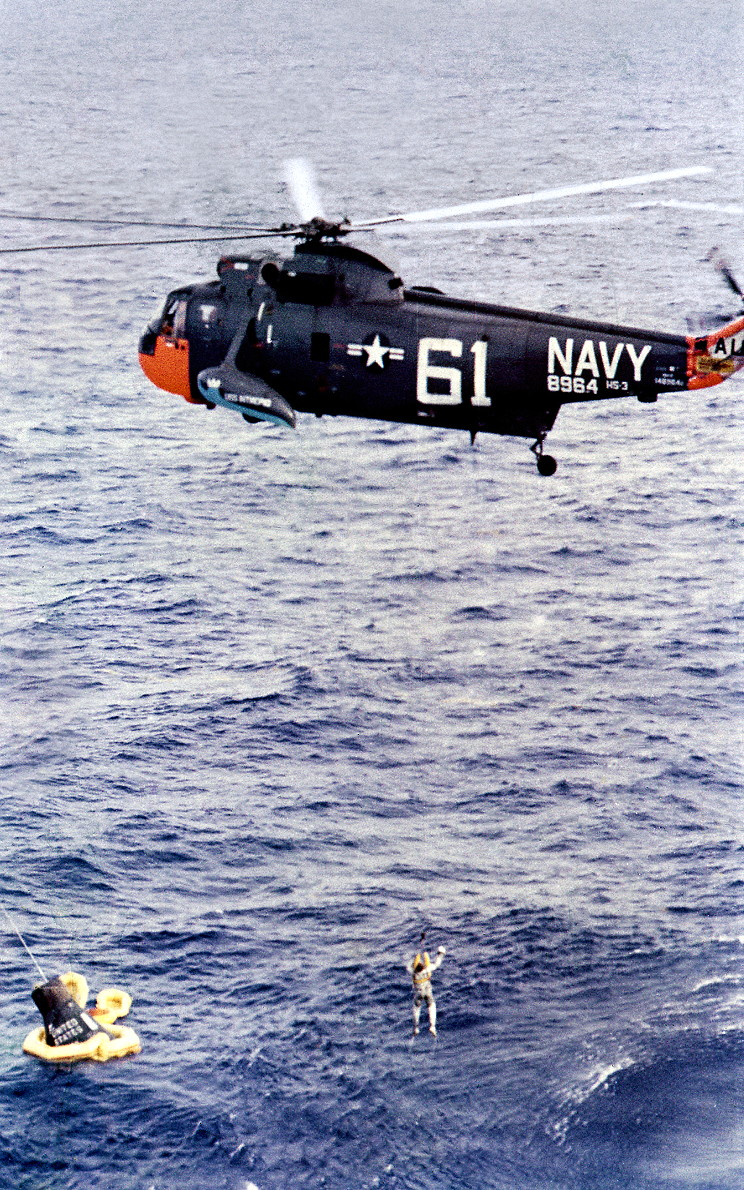
Carpenter est sorti de l'eau

Le vol dure 4 heures et 56 minutes, au cours desquelles Aurora 7 atteint une altitude maximale de 267 km et une vitesse orbitale de 28 215 km/h. L'analyse après vol décrit le dysfonctionnement du PHS comme critique pour la mission, mais note que le pilote a compensé de manière adéquate cette anomalie dans les procédures de vol ultérieures, confirmant que les systèmes de secours — les pilotes humains — peuvent réussir lorsque les systèmes automatiques tombent en panne. Certains mémoires, comme celui de Gene Cernan, ravivent la controverse qui couvait sur la question de savoir qui ou quoi exactement était responsable du dépassement, suggérant, par exemple, que Carpenter était distrait par les expériences scientifiques et techniques dictées par le plan de vol et par le phénomène bien connu des lucioles :

« Scott était le seul pilote de multimoteur parmi l'élite des pilotes de jet vétérans, et on a chuchoté qu'il n'était pas volontaire pour le programme spatial, à l'inverse de sa dynamique et séduisante épouse. Scott était simplement content d'en faire partie, et sa condition physique était étonnante. Mais il a gâché son vol sur Mercury en le transformant en virée, en ne prêtant pas assez attention au travail, en ratant le signal de rétrofusées et en plongeant à plusieurs centaines de kilomètres de la zone cible. Il est devenu assez évident que Scott ne volerait plus jamais dans l'espace »

Pourtant, la consommation de carburant et d'autres aspects du fonctionnement des véhicules sont, pendant le projet Mercury, autant, sinon plus, du ressort des contrôleurs au sol. De plus, les dysfonctionnements du matériel ne sont pas identifiés, tandis que les tensions organisationnelles entre le bureau des astronautes et celui des contrôleurs de vol - tensions que la NASA n'a résolues que dans les programmes Gemini et Apollo ultérieurs - peuvent expliquer une grande partie des critiques de ces derniers jours concernant les performances de Carpenter pendant son vol.
« On pourrait soutenir », écrit Tom Wolfe, « que Carpenter a mal géré la rentrée, mais l'accuser de panique n'a aucun sens à la lumière des données télémétriques concernant son rythme cardiaque et sa fréquence respiratoire ». Walter Schirra connaîtra plus tard des problèmes avec le bouton de surpassement de son vol,.

### Recherche océanographique
Carpenter rencontre Jacques Cousteau, qui donne une conférence publique au Massachusetts Institute of Technology en 1963. Lorsque Carpenter exprime son intérêt pour la recherche sous-marine, Cousteau suggère qu'il pourrait envisager le projet SEALAB de la marine américaine. Carpenter sollicite le capitaine George F. Bond du SEALAB et obtient de la NASA la permission de prendre un congé pour rejoindre le projet. En juillet 1964, il se rend aux Bermudes avec l'équipe du SEALAB, où ils organisent des exercices d'entraînement sur la Plantagenet Bank, par 61 mètres de fond. Pendant son séjour aux Bermudes, Carpenter est blessé lors d'une collision contre un mur de corail,.
En 1965, pour SEALAB II, Carpenter passe 28 jours à vivre au fond de l'océan au large des côtes de Californie. Il subit une autre blessure lorsque son index droit est piqué par les épines toxiques d'un poisson scorpion,. SEALAB II coïncide avec la mission Gemini 5 de Gordon Cooper, et lui et Carpenter ont la première conversation entre un vaisseau dans l'espace et un autre au fond de l'océan,.
Carpenter retourne à la NASA en tant qu'assistant exécutif du directeur du Manned Spacecraft Center, puis rejoint le projet de systèmes de submersion profonde de la marine basé à Bethesda, au Maryland, en tant que directeur des opérations des aquanautes pour SEALAB III en 1967. À la suite de la mort de l'aquanaute Berry L. Cannon alors qu'il tente de réparer une fuite dans SEALAB III, Carpenter se porte volontaire pour plonger vers SEALAB et aider à le ramener à la surface. SEALAB est finalement récupéré d'une manière moins dangereuse.
Après avoir échoué à retrouver la mobilité de son bras malgré deux interventions chirurgicales en 1964 et 1967 et souffrant d'ostéonécrose, Carpenter est déclaré inéligible aux vols spatiaux et à d'autres missions en haute mer. Il passe la dernière partie de sa carrière à la NASA à développer un entraînement sous-marin pour aider les astronautes lors de futures sorties dans l'espace. Il démissionne de la NASA en août 1967 et prend sa retraite de la marine avec le grade de commandant en 1969, après quoi il fonde Sea Sciences, Inc. une société pour développer des programmes d'utilisation des ressources océaniques et d'amélioration de la santé environnementale,.

## Vie privée

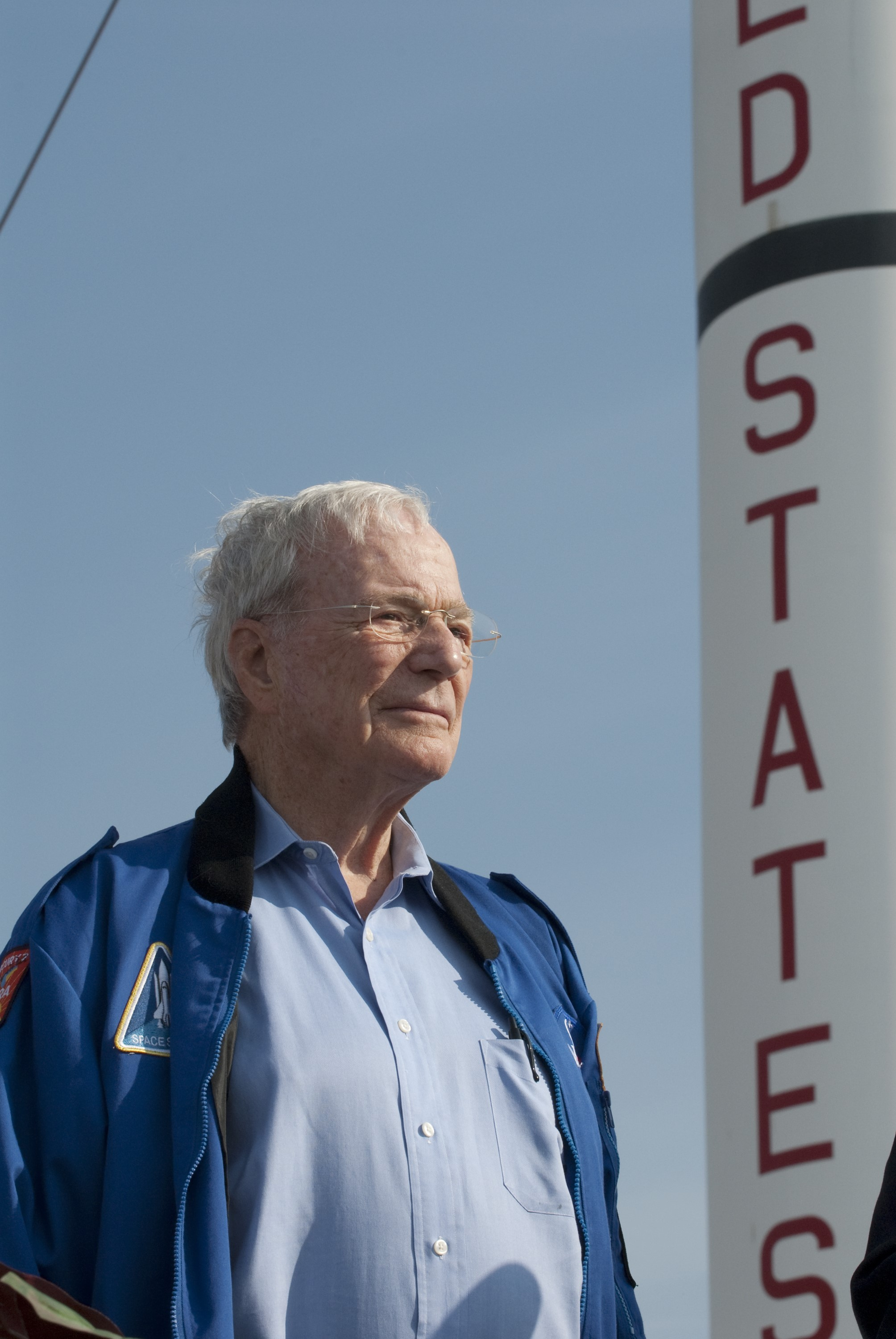
Carpenter en 2011

Carpenter s'est marié quatre fois, a divorcé trois fois et a eu au total huit enfants de trois épouses, dont sept ont survécu à l'âge adulte. Il épouse sa première femme, Rene (1928-2020), en septembre 1948,. Ils ont cinq enfants : Marc Scott, Kristen Elaine, Candace Noxon, Robyn Jay, et Timothy Kit, qui meurt en bas âge,. En 1968, Carpenter et sa femme se séparent, lui vivant en Californie et Rene avec leurs enfants à Washington, D.C. Ils divorcent en 1972.
En 1972, Carpenter épouse sa deuxième femme, Maria Roach, la fille du producteur de films Hal Roach. Ensemble, ils ont deux enfants : Matthew Scott, et Nicholas Andre, qui deviendra plus tard cinéaste,. En 1988, il épouse sa troisième femme, Barbara Curtin. Ils ont un fils, Zachary Scott, alors que Carpenter a la soixantaine. Le mariage se termine par un divorce quelques années plus tard. En 1999, Carpenter épouse sa quatrième femme, Patricia Barrett, alors qu'il a 74 ans. Ils résident à Vail, au Colorado.
Carpenter devient consultant pour les fabricants de sport et de plongée, et pour l'industrie cinématographique sur les vols spatiaux et l'océanographie. Il donne des conférences et apparaît dans des documentaires télévisés sur ces sujets. Il participe à des projets liés à la lutte biologique contre les parasites et à l'élimination des déchets, ainsi qu'à la production d'énergie à partir de déchets industriels et agricoles. Il apparaît également dans des publicités télévisées pour des marques telles que Oldsmobile, Standard Oil of California, Nintendo et Atari. Il écrit une paire de techno-thrillers, The Steel Albatross (1991) et sa suite Deep Flight (1994), et en 2003, il publie son autobiographie, For Spacious Skies : The Uncommon Journey of a Mercury Astronaut, qu'il co-écrit avec sa fille, Kristen Stoever,.

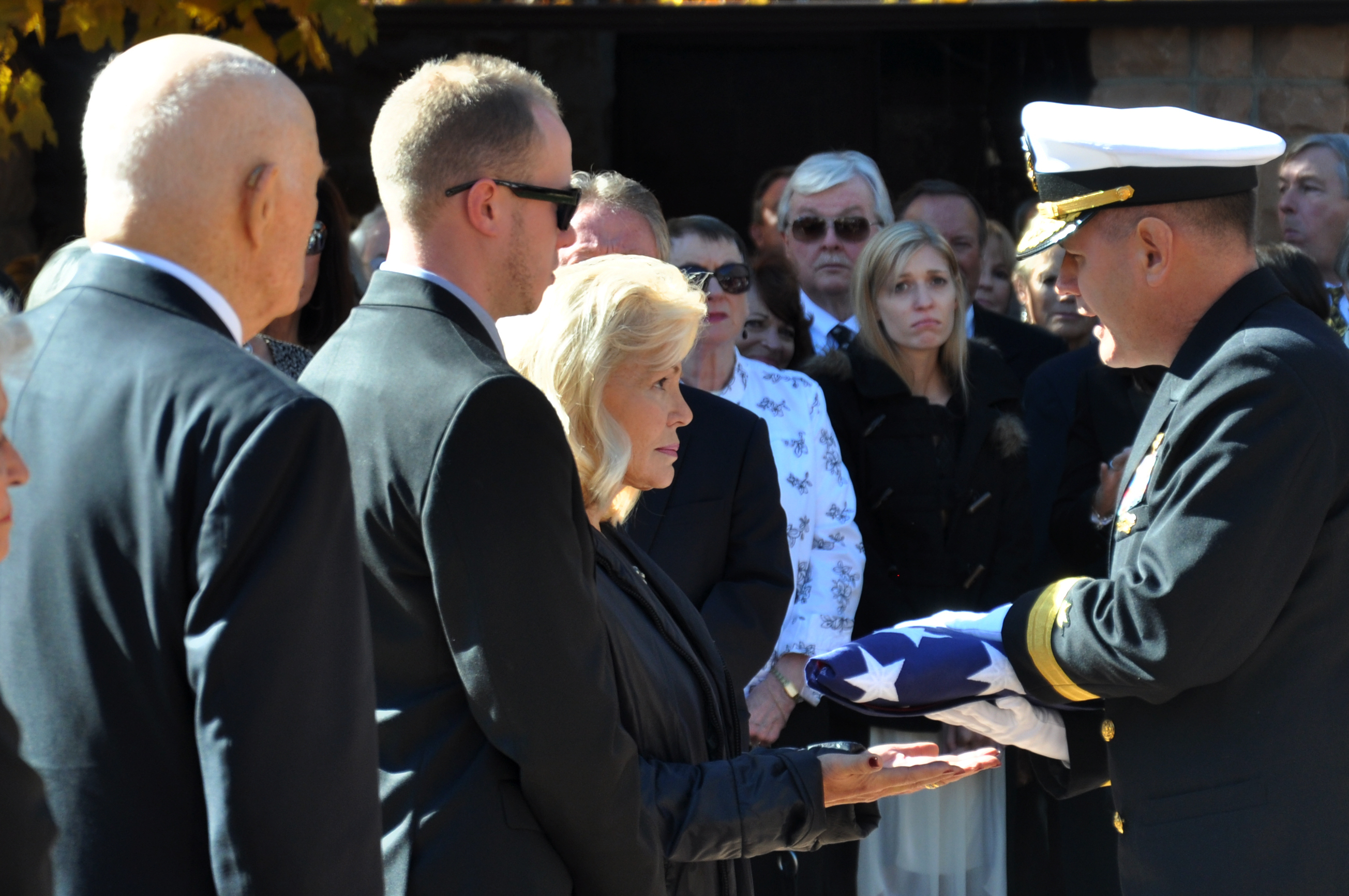
Patricia Carpenter reçoit le drapeau américain, sous le regard de John Glenn.

En septembre 2013, Carpenter est victime d'un accident vasculaire cérébral et est hospitalisé au Centre médical suédois de Denver. Il est ensuite admis au centre de soins hospitaliers de l'hospice de Denver. Il décède le 10 octobre 2013 à l'âge de 88 ans. Il laisse dans le deuil sa femme, quatre fils et deux filles, une petite-fille et cinq beaux-petits-enfants,. Le gouverneur du Colorado, John Hickenlooper, ordonne que les drapeaux soient mis en berne. Un service commémoratif public est organisé à l'église épiscopale St. John's de Boulder, auquel assistent les autres astronautes John Glenn, Gene Cernan, Charles Duke, Rusty Schweickart, Jack Schmitt, David Scott, Charles Bolden, Dan Brandenstein, Bob Crippen, Bruce McCandless II, Dick Truly et Charles D. Walker. Ses restes sont incinérés et ses cendres enterrées dans le ranch familial près de Steamboat Springs, au Colorado. Lorsqu'on lui demande en 2012 quel serait son héritage, il répond « J'étais un astronaute et un aquanaute ».

## Prix et distinctions

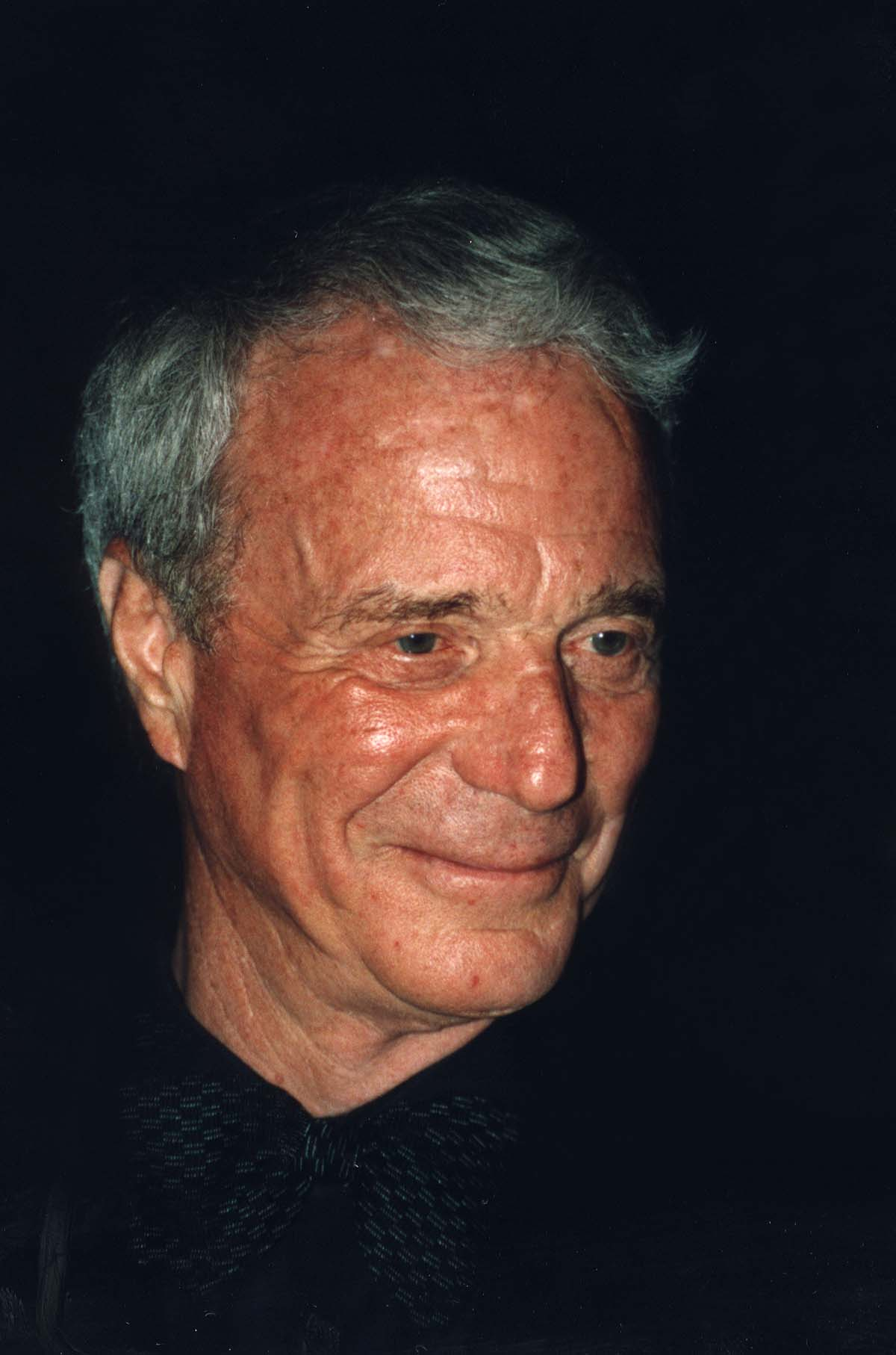
Scott Carpenter en 1999

### Prix du gouvernement américain
Il est notamment titulaire des Navy Astronaut Wings, remis aux pilotes militaires et civils qui ont suivi une formation particulière et ont effectué un vol spatial réussi. Pour son travail sur le projet SEALAB II, Carpenter reçoit le prix de la Légion du Mérite de la Marine, une récompense militaire des forces armées des États-Unis qui est décernée pour une conduite exceptionnellement méritoire dans l'accomplissement de services et de réalisations remarquables. En 1962, il reçoit la NASA Distinguished Service Medal,, la plus haute distinction accordée par la NASA. Son vol sur Aurora 7 lui vaut également la Distinguished Flying Cross, pour « son héroïsme et son extraordinaire réussite lors de sa participation à un vol aérien en tant qu'astronaute de la NASA le 24 mai 1962 à bord d'Aurora 7 »,. En plus de ses récompenses pour ses actions au sein de la NASA, Carpenter reçoit également des médailles pour sa participation à la Seconde Guerre mondiale et à la guerre de Corée dont la Navy Unit Commendation, l'American Campaign Medal, la World War II Victory Medal, la China Service Medal, la National Defense Service Medal avec l'étoile de bronze, la Korean Service Medal avec deux battle stars, la United Nations Korea Medal et la Republic of Korea Presidential Unit Citation.

### Récompenses civiles
L'université du Colorado, son alma mater, lui décerne le Norlin Award en 1962, le Distinguished Engineering Alumnus Award en 1967 et un doctorat honoraire en Sciences en 2000,. Le 10 octobre 1963, Carpenter, et les six autres astronautes du groupe I, se voient remettre par le président John F. Kennedy le trophée Collier, un prix décerné une fois par an à celui qui dans l'année écoulée et en Amérique est à l'origine de progrès particulièrement marquants dans le domaine du vol aérien et spatial,. En juin 1962, le maire de New York, Robert F. Wagner, décerne la médaille d'or d'honneur de la ville de New York à Carpenter, à défaut de lui organiser une parade dans la ville. En mars 1968, la société géographie de Philadelphie lui octroie la médaille Elisha Kent Kane, pour « ses éminentes recherches géographiques ». Il détient également le Premio Numismatica Italiana et le Silver Buffalo Award des Boy Scouts of America.
En 1962, les dirigeants de la communauté de Boulder inaugurent le parc et la piscine Scott Carpenter en l'honneur du fils natif devenu astronaute de Mercury. L'école primaire Aurora 7, également située à Boulder, est nommée en l'honneur du vaisseau spatial de Carpenter. L'école intermédiaire Scott Carpenter de Westminster, dans le Colorado, est nommée en son honneur, tout comme l'école élémentaire M. Scott Carpenter de Old Bridge, dans le New Jersey. La station spatiale analogique Scott Carpenter est placée au fond de l'océan en 1997 et 1998. Elle est nommée en l'honneur de son travail au sein du SEALAB dans les années 1960.
Carpenter est intronisé au International Air & Space Hall of Fame en 2008 et au International Space Hall of Fame en 1981. Carpenter, ainsi que les autres astronautes de Mercury Seven, est nommé au United States Astronaut Hall of Fame en 1990.

## Dans la culture populaire
S'exprimant depuis le blockhaus lors du lancement de Friendship 7, Carpenter, le pilote de réserve de John Glenn, déclare « Godspeed, John Glenn », alors que le vaisseau de Glenn s'élève de la plateforme de lancement pour commencer la première mission orbitale américaine le 20 février 1962. Cette citation est incluse dans les voix off de la bande annonce du film Star Trek, en 2009. La phrase audio est utilisée dans la chanson « Auld Lang Syne (The Millennium Mix) » de Kenny G. Elle est également utilisée dans l'introduction audio de la chanson « My Star » de Ian Brown.
Le personnage de Scott Tracy dans la série télévisée « Les Sentinelles de l'air » est nommé d'après Carpenter. Dans le film de 1983, « L'Étoffe des héros », Carpenter est joué par Charles Frank. Bien que son apparition soit relativement mineure, le film met en avant l'amitié de Carpenter avec John Glenn, joué par Ed Harris. Ce film est basé sur le livre du même nom de Tom Wolfe. Dans la série télévisée The Astronaut Wives Club, diffusée sur ABC en 2015, Carpenter est incarné par Wilson Bethel, et Rene Carpenter par Yvonne Strahovski.
| Un homme habillé en blanc inspecte un panneau circulaire.                                             |
| Carpenter inspecte le matériau en nid d'abeilles formant le bouclier thermique d'une capsule Mercury. |

| Un homme dans un canot pneumatique à côté d'un vaisseau spatial, dans l'eau. |
| Entrainement à l'évacuation de la capsule Mercury.                           |

| Un homme en combinaison spatiale, à l'intérieur d'un vaisseau spatial. |
| Dans la capsule Aurora 7 peu avant le lancement.                       |

## Ouvrages
- (en) Scott Carpenter, Gordon Cooper, John Glenn, Virgil Grissom, Walter Schirra, Alan Shepard et Donald K. Slayton, We Seven : By the Astronauts Themselves, Simon & Schuster, 12 janvier 2010, 352 p. (ISBN 978-1-4391-8103-4).
- (en) M. Scott Carpenter et Kris Stoever, For Spacious Skies : The Uncommon Journey of a Mercury Astronaut, NAL Trade, 2003., 371 p. (ISBN 978-0-451-21105-7). La biographie de Carpenter, co-écrite avec sa fille Kristen Stoever, décrit son enfance, ses expériences en tant qu'aviateur naval, astronaute sur Mercury, y compris un récit de ce qui a mal tourné, et de ce qui a bien tourné, lors du vol d'Aurora 7.
- (en) Scott Carpenter, The Steel Albatross, Pocket Books, 1er avril 1992, 384 p. (ISBN 978-0-671-67314-7). La science-fiction. Un technothriller qui raconte la vie d'un pilote de chasse de l'école Top Gun de la marine américaine.
- (en) Scott Carpenter, Deep Flight, Pocket Books, 1994, 343 p. (ISBN 978-0-671-75903-2). Science-fiction. Suite de The Steel Albatross.